# Tratado de Tarento
O Tratado de Tarento foi um acordo selado, sob intermédio de Otávia, entre Otaviano e Marco Antônio no começo do verão de 37 a.C. na cidade de Tarento, na Magna Grécia, península Itálica. Por meio dele o Segundo Triunvirato, que havia tempos estava abalado pela disputa entre os triúnviros, foi renovado por mais cinco anos, a partir daquela data. Além disso, os triúnviros concordaram em ajudar-se militarmente: Antônio forneceu 120 navios para que Otaviano, ao lado do também triúnviro Lépido, pudesse lidar com Sexto Pompeu, o filho de Pompeu Magno que estava desde 40 a.C. em revolta na Sicília, enquanto Otaviano prometeu entregar-lhe 20 000 legionários para que Marco Antônio pudesse realizar campanha contra o Império Parta. Segundo John Pollini, também como parte do tratado, concluiu-se o casamento de Júlia, a Velha, filha de Otaviano com Escribônia, com Marco Antônio Antilo, o filho de Marco Antônio com Fúlvia.

## Biografia
- Eck, Werner (2003).  Deborah Lucas Schneider (tradutora); Sarolta A. Takács (mais conteúdo), ed. The Age of Augustus. Oxford: Blackwell Publishing. ISBN 978-0-631-22957-5

- Galinsky, Karl (2005). The Cambridge Companion to the Age of Augustus. [S.l.]: Cambridge University Press. ISBN 0521807964

- Kokkinos, Nikos (1992). Antonia Augusta: Portrait of a Great Roman Lady. [S.l.]: Psychology Press. ISBN 0415080290

- Pollini, John (2012). From Republic to Empire: Rhetoric, Religion, and Power in the Visual Culture of Ancient Rome. [S.l.]: University of Oklahoma Press. ISBN 0806188162